# Нантікок (Нью-Йорк)
Нантікок (англ. Nanticoke) — місто (англ. town) в США, в окрузі Брум штату Нью-Йорк. Населення — 1581 особа (2020).

## Демографія
Згідно з переписом 2010 року, у місті мешкали 1672 особи в 601 домогосподарстві у складі 461 родини. Було 651 помешкання
Расовий склад населення:
| - 97,5 % — білих - 0,4 % — чорних або афроамериканців - 0,2 % — корінних американців - 0,1 % — азіатів |

До двох чи більше рас належало 1,6 %. Частка іспаномовних становила 0,7 % від усіх жителів.
За віковим діапазоном населення розподілялося таким чином: 23,7 % — особи молодші 18 років, 64,2 % — особи у віці 18—64 років, 12,1 % — особи у віці 65 років та старші. Медіана віку мешканця становила 39,8 року. На 100 осіб жіночої статі у місті припадало 102,2 чоловіків;  на 100 жінок у віці від 18 років та старших — 99,5 чоловіків також старших 18 років.
Середній дохід на одне домашнє господарство  становив 64 092 долари США (медіана — 55 167), а середній дохід на одну сім'ю — 66 393 долари (медіана — 60 625). Медіана доходів становила 45 956 доларів для чоловіків та 32 885 доларів для жінок. За межею бідності перебувало 9,5 % осіб, у тому числі 12,9 % дітей у віці до 18 років та 7,9 % осіб у віці 65 років та старших.
Цивільне працевлаштоване населення становило 718 осіб. Основні галузі зайнятості: освіта, охорона здоров'я та соціальна допомога — 25,6 %, роздрібна торгівля — 14,3 %, будівництво — 13,5 %, виробництво — 13,4 %.